# North Engadine, New South Wales
North Engadine este o suburbie în Sydney, Australia. Se află în partea de nord a suburbiei Engadine.